# Лежнево (Костромской район)
Лежнево — деревня в Костромском районе Костромской области. Входит в состав Середняковского сельского поселения.

## География
Находится в юго-западной части Костромской области на расстоянии приблизительно 6 км на юг-юго-запад по прямой от железнодорожной станции Кострома-Новая в правобережной части района.

## История
В 1872 году здесь было учтено 18 дворов, в 1907 году отмечено было 36 дворов.

## Население
Постоянное население составляло 119 человек (1872 год), 131 (1897), 174 (1907), 92 в 2002 году (русские 100 %), 128 в 2022.